# Xã Huntersville, Quận Wadena, Minnesota
Xã Huntersville (tiếng Anh: Huntersville Township) là một xã thuộc quận Wadena, tiểu bang Minnesota, Hoa Kỳ. Năm 2010, dân số của xã này là 119 người.